# Magyaregres
Magyaregres é um município da Hungria, situado no condado de Somogy. Tem 14,4 km² de área e sua população em 2019 foi estimada em 600 habitantes.